# Dẽ cổ hung
Dẽ cổ hung (danh pháp hai phần: Calidris ruficollis) là một loài chim trong họ Scolopacidae.
Loài chim này dài 13–17 cm, sải cánh dài 28–37 cm và cân nặng 21-51 g.

## Hình ảnh

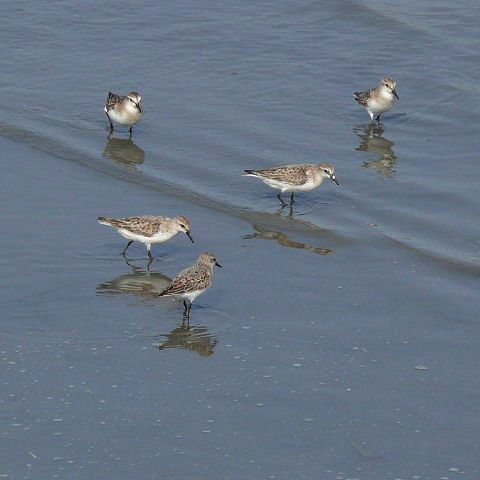
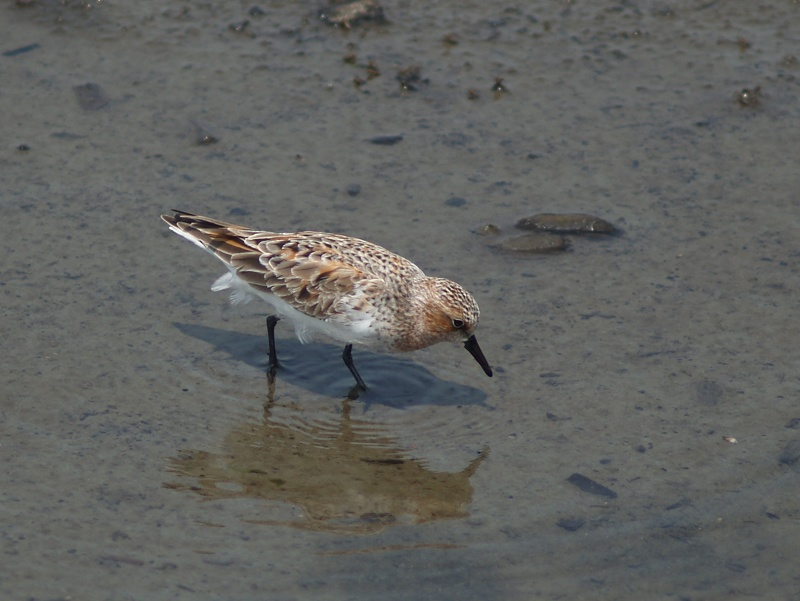
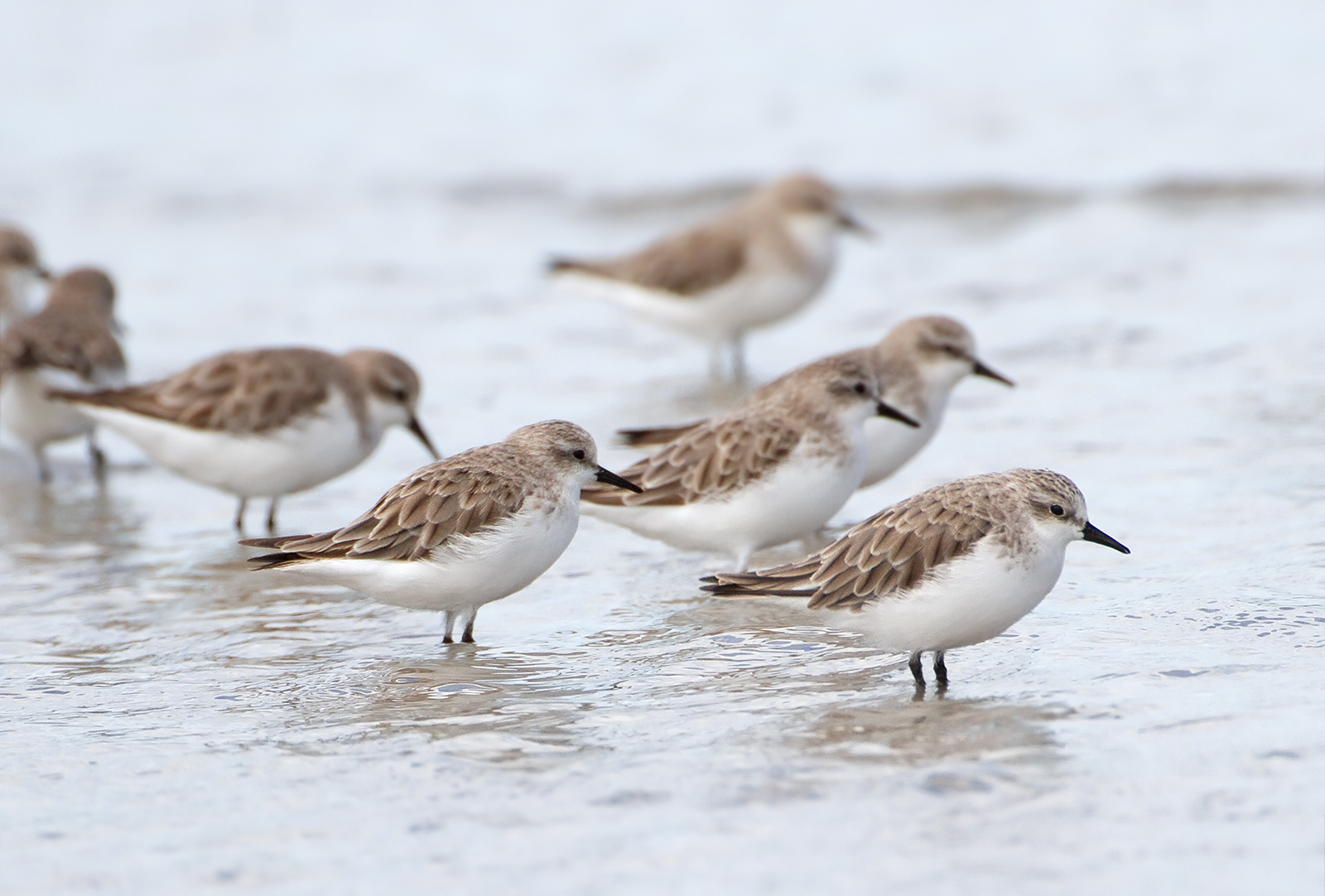